# Toruńska Fabryka Makaronu L. Sichtau i Spółka
Toruńska Fabryka Makaronu L. Sichtau i Spółka (później Toruńska Fabryka Makaronu) – dawna fabryka makaronu znajdująca się przy ul. Lipowej (dzisiejszej ul. Tadeusza Kościuszki) w Toruniu. Została zbudowana w 1874 roku przez Ludwika Sichtaua. Była to pierwsza fabryka makaronu na terenach polskich. Początkowo produkowała makaron i musztardę wyłącznie na potrzeby lokalne. W 1904 roku właścicielem zakładu został Walerian Waszczewski, później fabryka przeszła na własność jego spadkobierców.
W okresie międzywojennym zakład po kilku modernizacjach (m.in. w 1920 roku) stał się największą fabryką makaronu w Polsce. Na początku lat 20. zakład produkował w ciągu doby ok. 10-15 tys. kg makaronów. Znaczna część produkcji była eksportowana. Większość pracowników stanowiły kobiety. 21 lutego 1928 roku w fabryce wybuchł pożar. W następnych miesiącach zakład wyremontowano, a produkcję wznowiono w październiku 1928 roku. Przy odbudowanie pracował inżynier i wynalazca Jan Broda. Od 1929 roku fabryka miała trudności z eksportem swoich towarów, wynikającymi ze światowego kryzysu gospodarczego i rosnącej konkurencji makaronów importowanych z Włoch, Niemiec i Szwajcarii. Fabryka ponownie stała się wytwórnią lokalną. Zakład zamknięto przed wybuchem II wojny światowej.
Prawdopodobnie podczas okupacji niemieckiej w budynku dawnej fabryki działała filia obozu koncentracyjnego w Stutthofie, więźniowie byli zmuszani do pracy przy produkcji (według innego źródła w fabryce pracowali więźniowie fortu VIII). Przypuszcza się, że podczas wojny w zakładach mieściła się również królikarnia. W latach 80. XX wieku rozebrano zabudowania fabryki. Na ich miejscu wybudowano pawilony handlowe.